# Idaea macouma
Idaea macouma är en fjärilsart som beskrevs av William Schaus 1901. Idaea macouma ingår i släktet Idaea och familjen mätare. Inga underarter finns listade i Catalogue of Life.